# Trận không chiến tại Nis
Trận không chiến tại Nis là một trận giữa không quân Mỹ và Liên Xô năm 1944 trong bối cảnh Thế chiến 2 gần kết thúc, trận chiến này có thể xuất phát nguy cơ đẩy hai cường quốc đồng minh vào một cuộc khủng hoảng toàn diện.

## Diễn biến
Vào ngày 7/11/1944, quân đội Liên Xô đang ẩn nấp tại thành phố Nis, Nam Tư, nay là một phần lãnh thổ của Serbia. Có rất nhiều cuộc tranh luận bàn về chuyện đã xảy ra tiếp theo và lí do xảy ra chuyện đó. Cả hai bên cố giữ bình tĩnh và im lặng vào lúc đó, để không làm ảnh hưởng đến cuộc chiến chống phát xít Đức.
Những chiếc máy bay P-38 Lightning của không quân Mỹ đã ném bom xuống khu vực ẩn nấp của không quân Liên Xô nhưng sau đó lại bị Liên Xô đáp trả. Số lượng thương tích của hai bên là không rõ  nhưng xấp xỉ có khoảng 30 lính và phi công Liên Xô thiệt mạng, bao gồm cả tướng G.P.Kotov. Số lượng máy bay bị bắn cũng thay đổi qua các báo cáo, nhưng thiệt hại đều mang về cho chắc hai bên.
Đây là lần duy nhất mà Mỹ và Liên Xô trực tiếp xảy ra xung đột. Trong chiến tranh lạnh, mặc dù có nhiều cuộc gây hấn, khiêu khích, nhưng cả hai chưa thực sự đánh nhau.
Trong một vài báo cáo, các máy bay Mỹ được kêu gọi hỗ trợ từ quân đội Liên Xô, nhưng quân Liên Xô đã di chuyển quá nhanh, vượt qua hơn 100 km so với vị trí của Mỹ. Một vài báo cáo cho rằng các máy bay Mỹ đã thực hiện cuộc tấn công đáng xấu hổ này là vì họ đánh sai mục tiêu tới tận 400 km. Khi đó, các đoàn chỉ huy của Liên Xô vẫn không thể hiểu chuyện gì đang diễn ra.
Dưới đây là lời kể lại của Đại tá Nikolai Shmelev bên phía Liên Xô:
"Sáng ngày 7/11/1944, thành phố Nis, Liên bang Nam Tư trở nên rực rỡ khi được phủ một màu đỏ rực của cờ và băng rôn do lực lượng quân đội ẩn náo tại đây. Họ đang chuẩn bị cho lễ diễu binh kỷ niệm 27 năm ngày Cách mạng tháng 10 Nga thắng lợi, cũng như nhằm củng cố lực lượng và tinh thần chuẩn bị cho các trận chiến ác liệt sắp tới với Đức Quốc xã."
"Khi tất cả quân đoàn đã vào vị trí, bất ngờ một tiếng hét đâu đó vang lên "Chạy đi, máy bay Đức sắp tấn công chúng ta rồi!". Tất cả đều nhìn lên và bối rối khi thấy một phi đội chiến đấu lạ đang hướng về phía quảng trường và có dấu hiệu ném bom".
"Tất cả phân tán, tìm nơi ẩn nấp", tướng Sudec, chỉ huy trưởng không đoàn số 17 của không quân Liên Xô ẩn nấp tại Nam Tư hét lớn."
Các phi công cùng binh sĩ nhanh chóng phân tán dưới các gốc cây và công sự trú ẩn. Khi các phi công lại gần và hạ thấp độ cao xuống mặt đất, các sĩ quan Hồng quân vô cùng bất ngờ khi thấy đó là các máy bay P-38 của Mỹ, quốc gia đang đứng cùng chiến tuyến với Liên Xô trong cuộc chiến chống phát xít Đức.
Trước sự ngỡ ngàng của các  binh sĩ Liên Xô, một đoàn phi cơ Mỹ đã lượn thành vòng trên bầu trời thành phố để cảnh giới, một  đoàn khác thì  thực hiện khi vụ  ném bom xuống các trang thiết bị quân sự còn binh sĩ chưa kịp tìm nơi ẩn nấp.
Cả quảng trường bao phủ đầy khói bụi. Nhiều người thiệt mạng. Các binh sĩ Liên Xô liên tục vẫy cờ đỏ để báo hiệu với phi công Mỹ rằng họ đang tấn công chính đồng minh của mình. Nhưng bom vẫn cứ tiếp dội xuống. Nỗi giận dữ bắt đầu trào dâng thay cho trạng thái bất ngờ và hoảng hốt ban đầu.
"Chuyện gì đang xảy ra vậy? Tại sao họ lại tấn công chúng ta?", một phi công khác thảng thốt nói với Shmelev.
Sau khoảng thời gian bị bất động bối rối, một phi đội 9 trên máy bay chiến đấu Yak-3 của Liên Xô mới được lệnh cất cánh nghênh chiến. Tuy nhiên, ban đầu họ vẫn được lệnh không khai hỏa trước, đồng thời phát tín hiệu nhận biết, đề phòng trường hợp không quân Mỹ nhầm lẫn.
Các máy bay Mỹ tiếp tục nổ súng tấn công đoàn phi cơ của Hồng quân vừa cất cánh. Một chiếc Yak-3 trúng đạn pháo 30 mm và rơi xuống đất. Phi đội Yak-3 đang có mặt trên không lập tức được lệnh khai hỏa.
Một cuộc xung đột ác liệt đã diễn ra trên không suốt 15 phút, khi các đoàn chiến đấu cơ Yak-3 thay phiên nhau tấn công đội máy bay của Mỹ từ dưới lên và từ trên xuống. Theo số tài liệu của Hồng quân Liên Xô, 7 chiến đấu cơ của Mỹ, trong đó có 5 máy bay P-38 và hai máy bay ném bom B-25, đã bị bắn hạ, 14 phi công thiệt mạng. Phía Liên Xô cũng mất ba máy bay.
"Trước sự tấn công dữ dội của phi đội Yak-3, các phi cơ Mỹ đã không thể kháng cự, đồng thời tổ chức đội hình rút lui khỏi thành phố".
Theo các chuyên gia quân sự, cuộc đụng độ chớp nhoáng này đã chứng tỏ ưu thế của những chiến đấu cơ Yak-38 của Liên Xô trước máy bay Mỹ. Tuy nhiên, phản ứng chậm trễ của chỉ huy không đoàn đã khiến 31 binh sĩ, một sĩ quan Hồng quân thiệt mạng cùng 37 người bị thương.
Nửa giờ trước đó, một nhóm chiến đấu cơ khác của Mỹ đã tấn công một đoàn xe quân sự của Hồng quân đang hành quân qua Nis khiến 12 binh sĩ và sĩ quan thiệt mạng.

## Phản ứng
Hoa Kỳ xin lỗi Liên Xô và tuyên bố rằng cuộc tấn công là do lỗi của Phi công Mỹ. Ngày 14 tháng 12, Đại sứ Hoa Kỳ tại Liên Xô, W. Averell Harriman thay mặt Franklin D. Roosevelt, xin lỗi Chính quyền Xô Viết và đề nghị cử các sĩ quan liên lạc Mỹ tới các quân đoàn Liên Xô để tránh các sự cố. Stalin từ chối bởi vì một đường phân giới đã được phân chia, chỉ ra ranh giới của các hoạt động trên không của các nước phe Đồng minh.